# أنطون تكاتش
أنطون تكاتش (بالسلوفاكية: Anton Tkáč) (و. 1951  م) هو راكب دراجة هوائية من سلوفاكيا، وتشيكوسلوفاكيا، شارك في الألعاب الأولمبية الصيفية 1980، والألعاب الأولمبية الصيفية 1976، والألعاب الأولمبية الصيفية 1972.

## روابط خارجية
- أنطون تكاتش على موقع أرشيف الدراجات (الإنجليزية)
- أنطون تكاتش على موقع CycleBase (الإنجليزية)
- أنطون تكاتش على موقع اللجنة الأولمبية الدولية (الإنجليزية)
- أنطون تكاتش على موقع أوليمبيديا (الإنجليزية)
- أنطون تكاتش على موقع اللجنة الأولمبية التشيكية (التشيكية)
- أنطون تكاتش على موقع اللجنة الأولمبية السلوفاكية (السلوفاكية)